# Maartenskerk (Hillegom)
De Maartenskerk is een protestantse kerk in de plaats Hillegom, in de  Nederlandse provincie Zuid-Holland. 
De Maartenskerk is de oudste kerk van Hillegom. Het oudste deel van de huidige kerk is het onderste deel van de toren, dat uit de 13e eeuw stamt. Het toenmalige kerkgebouw werd door brand verwoest tijdens gevechten in de Tachtigjarige Oorlog tussen 1573 en 1576. De toren bleef wel behouden. In de jaren daarna werd de kerk herbouwd. In de eerste decennia van de 20e eeuw nam de bevolking van Hillegom sterk toe onder invloed van de opkomende bloembollencultuur. Het kerkgebouw werd te klein en het smalle schip werd daarom in 1929 vervangen door een nieuw breder schip met een transept. Het priesterkoor uit de 16e eeuw en de toren bleven daarbij behouden. In 1978 brandde de torenspits uit. Een jaar later werd de toren weer hersteld. 
De kerk wordt tot op heden gebruikt door de protestante gemeente. De Maartenskerk is een rijksmonument.

## Afbeeldingen

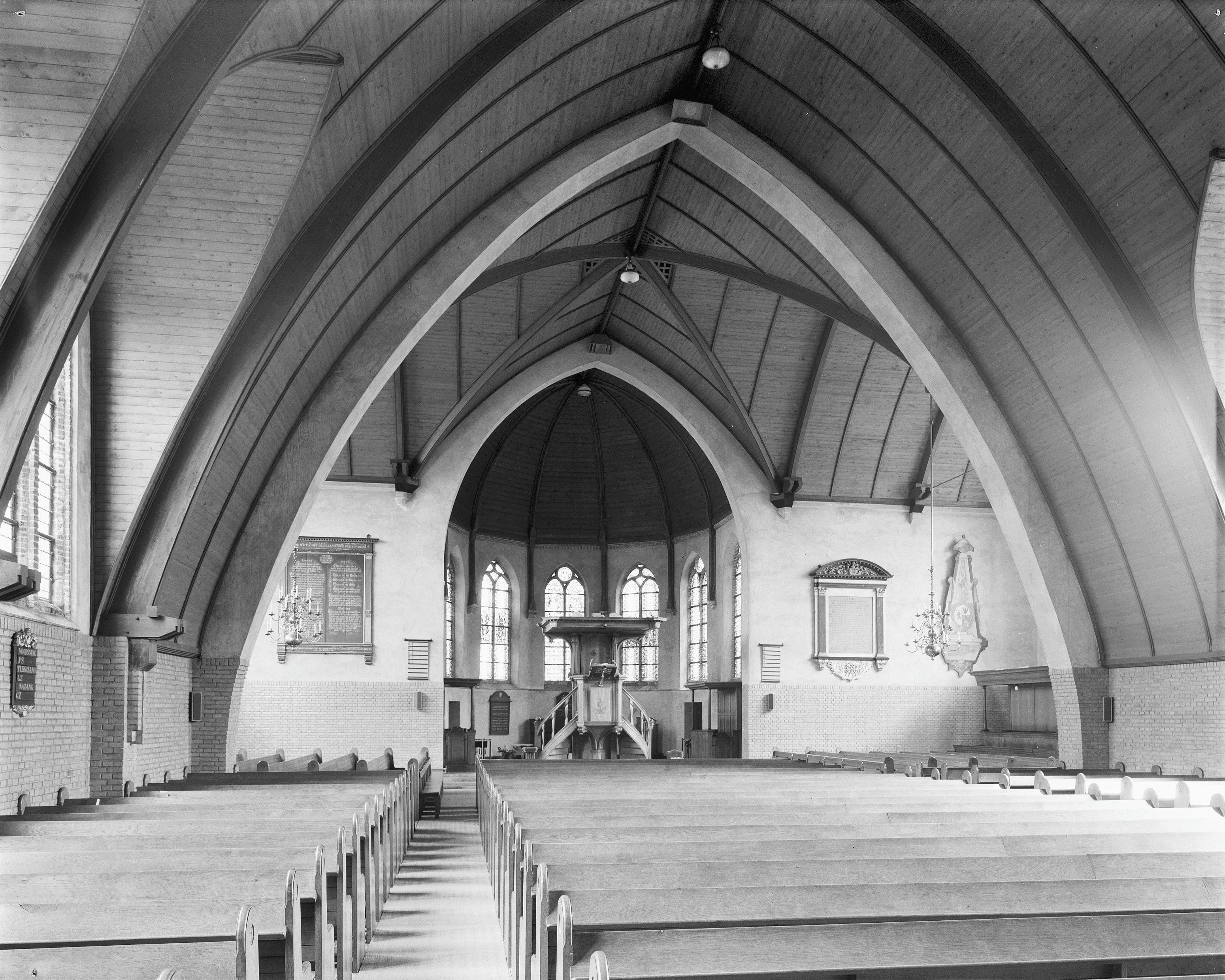
Interieur van de kerk naar het koor
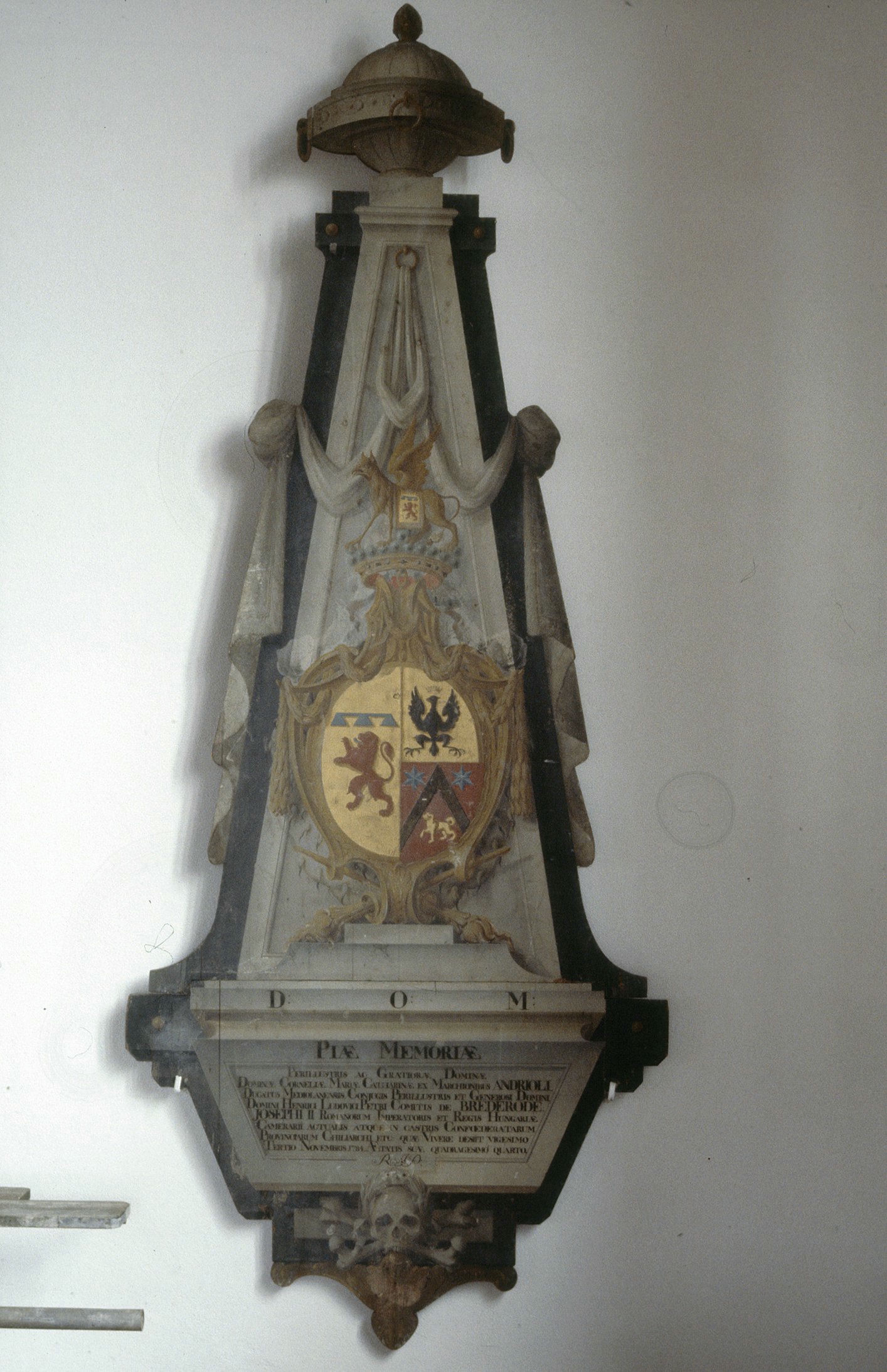
In de kerk hangende epitaaf van Cornelia Maria Catharina Andreoli (1740-1784)
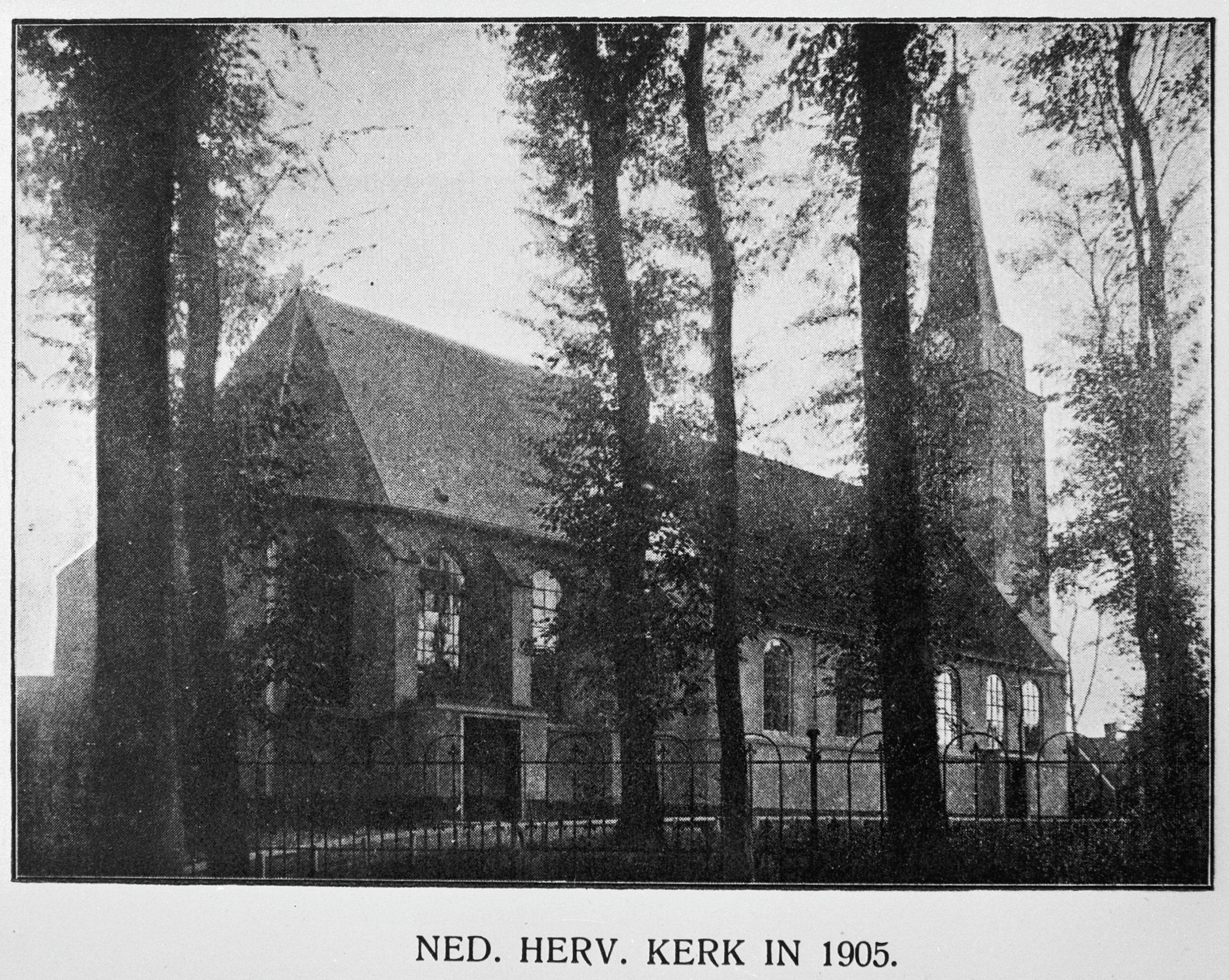
De Maartenskerk in 1905